# 觉精寺
觉精寺，位于西藏自治区日喀则市白朗县杜琼乡觉精村，是一座藏传佛教寺院。

## 简介
觉精寺是位于西藏自治区日喀则市白朗县杜琼乡觉精村的一座藏传佛教寺院。
觉精寺是白朗县的知名寺院，初建于公元1261年。